# Yohann Diniz
Pour les articles homonymes, voir Diniz.
Yohann Diniz, né le 1er janvier 1978 à Épernay, est un athlète français spécialiste de la marche athlétique.
Triple champion d'Europe du 50 kilomètres marche, en 2006 à Göteborg, en 2010 à Barcelone et en 2014 à Zurich, il devient champion du monde de la distance en 2017 à Londres. Il remporte également la médaille d'argent des championnats du monde de 2007, à Osaka au Japon.
Il détient le record du monde du 50 km marche avec le temps de 3 h 32 min 33 s, établi le 15 août 2014 lors des championnats d'Europe de Zurich, ainsi que le record du monde du 50 000 m marche (sur piste), en 3 h 35 min 27 s établi le 12 mars 2011 à Reims. Il a détenu pendant une semaine le record du monde du 20 km marche (1 h 17 min 2 s le 8 mars 2015 lors des championnats de France de marche à Arles).

## Biographie
Né d'un père agent de maîtrise et d'une mère vendeuse dans une grande surface, ses parents se sont rencontrés à l'âge de 16 ans avant de se séparer. Vivant dans une « ambiance difficile », Yohann Diniz trouve refuge chez ses grands-parents, portugais et communistes. À l'adolescence, alors à l'internat, il commet quelques délits comme la prise de drogues, qui lui valent des gardes à vue.
Il n'est pas retenu pour participer aux Jeux olympiques d’Athènes en 2004 et est disqualifié lors des Championnats du monde 2005 d'Helsinki après 20 kilomètres de course pour foulée incorrecte. La même année, il remporte le titre national du 50 km marche.
Depuis 2006, il est sous contrat d'athlète de haut niveau avec la direction du Courrier du groupe La Poste. Contrairement à ce que les médias affirment Yohann Diniz n'est pas facteur mais chargé de communication.

### 1ertitreeuropéen (2006)
Le 10 août 2006, il crée la surprise en s'adjugeant la médaille d'or du 50 km marche des Championnats d'Europe de Göteborg, réalisant le temps de 3 h 41 min 39 s sous une pluie battante. Il devient le premier marcheur français à conquérir l'or dans un grand championnat et améliore par la même occasion le record de France de la discipline détenu depuis 1994 par Thierry Toutain.

### Vice-champion du monde (2007)
En 2007, Yohann Diniz remporte l'épreuve des 20 km de la Coupe d'Europe de marche, à Royal Leamington Spa (Royaume-Uni), en établissant un nouveau record de France en 1 h 18 min 58 s. Le 1er septembre 2007, il décroche la médaille d'argent du 50 km des Championnats du monde d'Osaka en signant son meilleur temps de la saison en 3 h 44 min 22 s. Il est devancé de 29 secondes par l'Australien Nathan Deakes mais réussit à conserver son avance sur l'Italien Alex Schwazer.
Le 27 juin 2008, il porte le record de France du 5 000 m marche sur piste à 18 min 18 s au meeting Lille Métropole. Sélectionné en équipe de France pour les Jeux olympiques d'été de 2008 de Pékin, Diniz est contraint à l'abandon au bout d'une trentaine de kilomètres. Le Champenois souffre des conditions climatiques de Pékin ce jour-là avec 97 % d'humidité dans l'air au départ, mais aussi de douleurs au ventre et à la cuisse,.
Auteur de la meilleure performance mondiale en 2009 (3 h 38 min 45 s, nouveau record de France), il part favori des Mondiaux de Berlin le 21 août, mais ne termine que 12e en 3 h 49 min 3 s. Présent dans le groupe de tête jusqu'au 30e kilomètre, il est ensuite victime d'une défaillance, en allant jusqu'à perdre 30 secondes par kilomètre par rapport aux leaders. Diniz remontera à la 11e place après la disqualification en 2016 pour dopage du vainqueur Sergey Kirdyapkin.

### 2etitreeuropéen (2010)

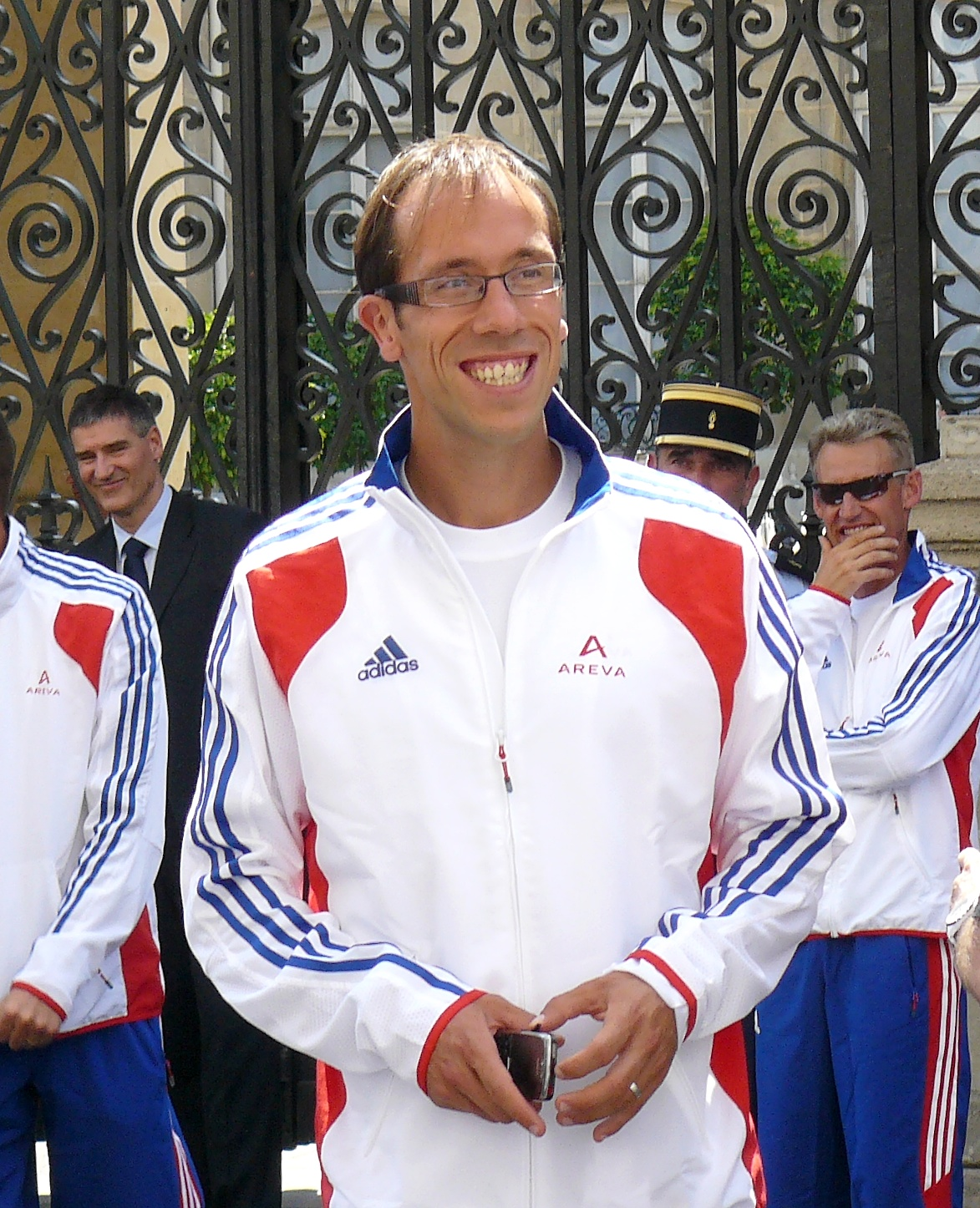
Le marcheur français en 2010.

Le 30 juillet 2010, à Barcelone en Espagne, Diniz conserve son titre de champion d'Europe du 50 kilomètres marche. Prenant la tête de la course dès le départ, il fait un cavalier seul et s'impose en 3 h 40 min 37 s, malgré une chute au 44e km.
Le 12 mars 2011, il bat le record du monde du 50 000 m marche sur piste à Reims, son lieu d'entraînement. Il améliore ce record datant de 1996 de plus de 5 minutes, en 3 h 35 min 27 s.
En 2011, aux Championnats du monde de Daegu, alors qu'il fait la course en tête avec l'Australien Nathan Deakes, ses espoirs d'un premier titre mondial sont anéantis à la suite de trois cartons rouges pour fautes de flexions, synonymes de disqualification après 17 kilomètres et 1 heure 13 minutes de marche,.

### Jeux olympiques de Londres (2012)
Le 18 mars 2012 à Lugano, il bat son propre record de France du 20 kilomètres marche en 1 h 17 min 43 s, à seulement 27 secondes du record du monde de la discipline détenu par Vladimir Kanaykin ; il est toutefois devancé sur cette course par Alex Schwazer (1 h 17 min 30 s), qui se fera suspendre pour dopage quelques mois plus tard.

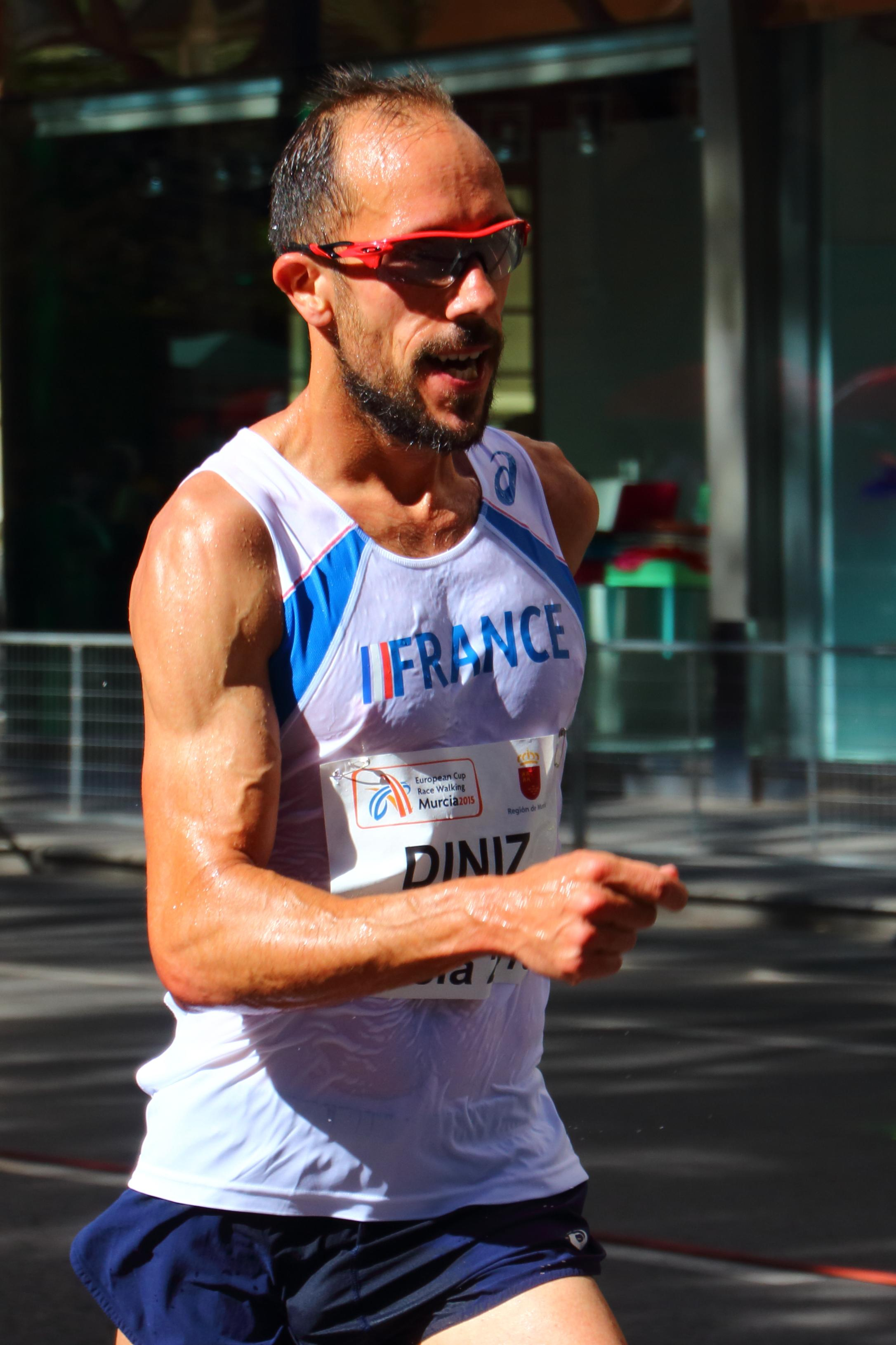
Yohann Diniz, 2015.

Le 11 août 2012, alors qu'il termine 8e du 50 km marche aux JO de Londres après une défaillance et une chute au 36e km, il est disqualifié après l'arrivée pour s'être ravitaillé hors zone,.
Lors des championnats du monde de Moscou en 2013, il reçoit deux demandes de disqualification aux 20 km puis est victime d'une défaillance à la mi-course. Sur le point d'abandonner aux alentours du 36e kilomètre, il finit tout de même la course en dixième position, au courage, en 3 h 45 min 18 s,.
En septembre 2013, Yohann Diniz décide de se séparer de son entraîneur depuis 2008 Pascal Chirat. Il le remplace par Gilles Rocca et sera conseillé « occasionnellement » par l'Italien Pietro Pastorini sur le plan technique.

### 3etitreeuropéen consécutif et record du monde (2014)
Le 15 août 2014, lors des Championnats d'Europe de Zurich, il s'empare de son 3e titre européen consécutif, fait unique dans l'histoire de ce sport, et bat par la même occasion le record du monde de l'épreuve en 3 h 32 min 33 s qui était détenu depuis 2008 par le Russe Denis Nizhegorodov (3 h 34 min 14 s), le tout en s'étant arrêté dans les derniers mètres pour récupérer un drapeau portugais en hommage à ses origines.
Le 8 mars 2015, il signe le record du monde du 20 km marche lors des championnats de France à Arles en 1 h 17 min 2 s, et améliore ainsi la précédente marque détenue par le Russe Vladimir Kanaykin de 14 secondes. Ce record du monde ne résiste qu'une semaine, puisqu'il est battu de 16 secondes par le Japonais Yūsuke Suzuki lors des championnats asiatiques de marche à Nomi le 15 mars. Il détient toujours néanmoins le record d'Europe.
Le 20 juillet 2015, il annonce déclarer forfait pour les Championnats du monde de Pékin à la suite d'une douleur récurrente au pubis.

### Jeux olympiques de Rio (2016)
Le 13 mars 2016, il est sacré champion de France du 50 km marche en 3 h 37 min 48 s, meilleure performance mondiale de la saison, et décroche sa qualification pour les Jeux olympiques d'été de 2016 à Rio.
A Rio, le 19 août 2016, il est en tête de la course dès le 1er km et possède 1 min 40 s d'avance sur ses poursuivants, mais est victime d'ennuis gastro-intestinaux et doit s'arrêter momentanément en bord de route au 32e km. Lorsqu'il reprend la course, le Canadien Evan Dunfee revient à sa hauteur et l'encourage, mais peu de temps après, Diniz est victime d'un malaise et chute violemment au sol. Néanmoins, il se relève et continue sa marche. Pendant la suite du parcours, le Français s'arrête à de nombreuses reprises, le corps épuisé. Finalement, Diniz termine la course à la 8e place en 3 h 46 min 43 s, six minutes derrière le vainqueur, obtenant ainsi une place de finaliste.

### Titre mondial à Londres (2017)
Le 13 août 2017, à 39 ans, il est couronné champion du monde à Londres en 3 h 33 min 11 s, nouveau record des championnats. Il établit le second chrono de l'histoire derrière son propre record du monde et passe la ligne d'arrivée avec plus de 8 minutes d'avances sur le deuxième de la course, le Japonais Hirooki Arai. Il est le 8e athlète français à décrocher une médaille d'or lors des championnats du monde, le 3e lors de ces Mondiaux. Il devient dans le même temps le plus vieux champion du monde de l'histoire de l'athlétisme, à 39 ans et 224 jours.
Le 2 juillet 2018, il annonce son forfait pour les championnats d'Europe de Berlin à la suite d'une fracture de fatigue au bassin. Yohann Diniz était le triple tenant du titre. Il est consultant pour France télévisions à l'occasion de ces championnats d'Europe et commente les épreuves d'athlétisme aux côtés de Patrick Montel, Stéphane Diagana et Marie-Amélie Le Fur.

### Championnats du monde à Doha (2019)
En vue des championnats du monde de Doha, Yohann Diniz participe au 50 km marche de la Coupe d'Europe à Alytus en Lituanie. Il remporte facilement la course en 3 h 37 min 43 s, meilleure performance mondiale de l'année et record de la Coupe d'Europe, et ce alors qu'il n'avait plus marché en compétition officielle depuis son titre mondial à Londres.
À quelques jours de son entrée en lice aux Mondiaux, il critique fermement les conditions d'organisations du 50 km marche et le choix de Doha comme ville hôte de cette édition, estimant que les fortes chaleurs annoncées pour la course menacent sérieusement la sécurité des athlètes. Le 28 septembre, affaibli par les températures extrêmes, il ne parvient pas à défendre convenablement son titre mondial et abandonne après 16 kilomètres, alors qu'il était déjà loin de la tête de course et du leader japonais Yusuke Suzuki, futur vainqueur de l'épreuve.

### Dernier 50 km aux JO de Tokyo (2021)
Le 25 octobre 2019, le Comité international olympique annonce que les épreuves de marche des Jeux olympiques d'été de 2020 n'auront pas lieu à Tokyo mais à Sapporo, à presque 1 000 kilomètres au nord de l'archipel, où les conditions climatiques sont censées être moins étouffantes et moins humides que dans la capitale. Yohann Diniz se dit « surpris et satisfait » par cette décision qu'il juge « relativement bonne ». Contrairement à Doha où il n'avait rien fait pour se préparer aux conditions, il change de stratégie pour les JO et décide de s'entraîner au Portugal en chambre thermique (reproduisant les conditions attendues au Japon).
Diniz se présente au départ du 50 km marche des Jeux olympiques le 6 août 2021, pour ce qui doit être la dernière course de sa carrière internationale. C'est également la dernière fois que le 50 km est inscrit au programme d'un grand championnat. Après avoir pris rapidement les commandes de la courses, Diniz s'arrête plusieurs fois, gêné par des problèmes gastriques et des douleurs aux adducteurs, avant de réintégrer momentanément le peloton de tête. Il décide finalement d'abandonner au 28e km, reconnaissant qu'il s'agissait de "la compétition de trop", mettant fin à une histoire tourmentée avec les Jeux olympiques,.

## Vie privée
Marié à Céline puis divorcé, professeur de français et ancienne sprinteuse, ils ont deux enfants.

## Palmarès

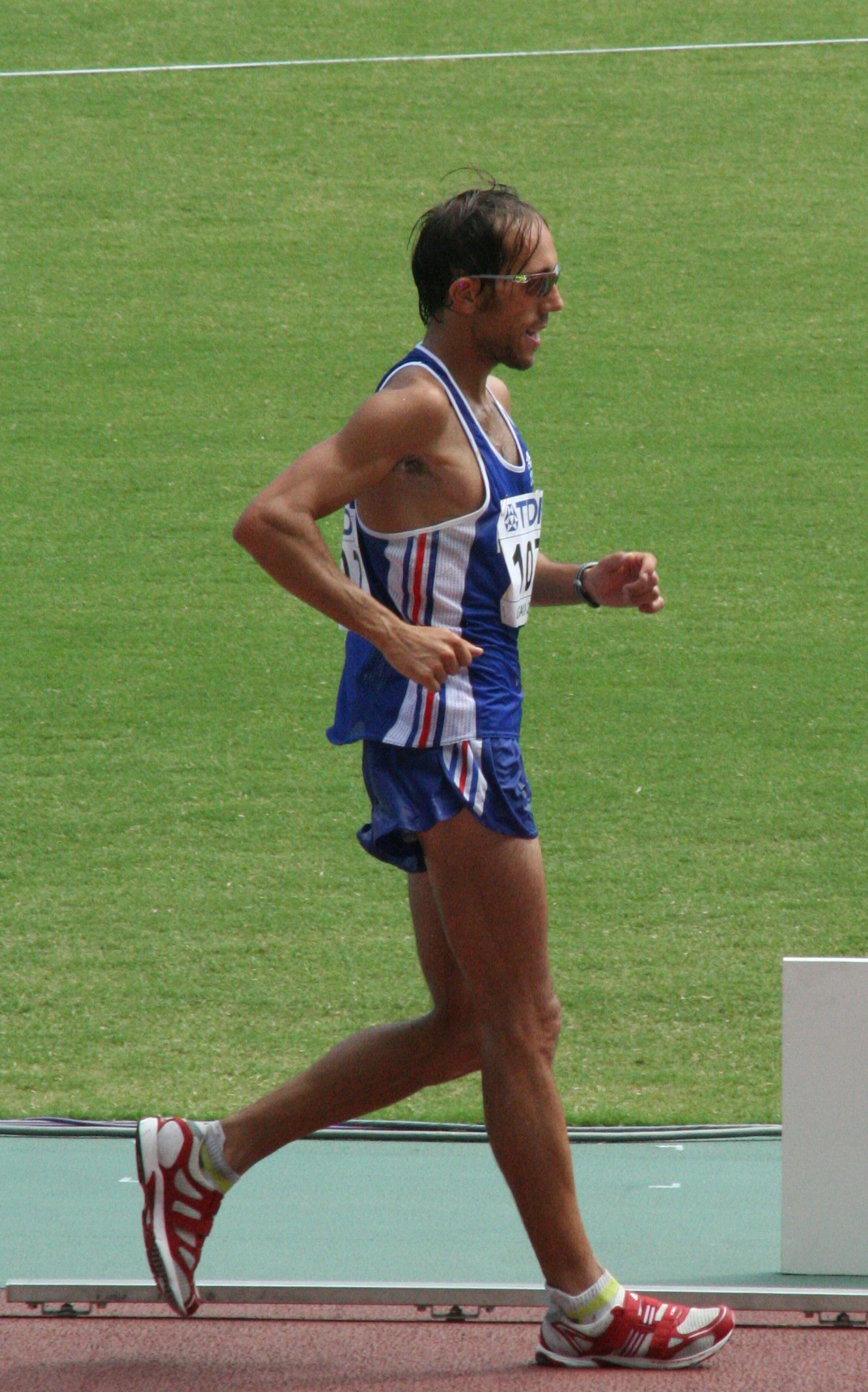
Yohann Diniz lors des Mondiaux d'Osaka en 2007.

| Date | Compétition              | Lieu           | Résultat | Épreuve | Temps           |
| ---- | ------------------------ | -------------- | -------- | ------- | --------------- |
| 2005 | Championnats du monde    | Helsinki       | —        | 50 km   | DQ              |
| 2006 | Championnats d'Europe    | Göteborg       | 1er      | 50 km   | 3 h 41 min 39 s |
| 2007 | Coupe d'Europe de marche | Leamington     | 1er      | 20 km   | 1 h 18 min 58 s |
| 2007 | Championnats du monde    | Osaka          | 2e       | 50 km   | 3 h 44 min 22 s |
| 2008 | Jeux olympiques          | Pékin          | —        | 50 km   | DNF             |
| 2009 | Championnats du monde    | Berlin         | 11e      | 50 km   | 3 h 49 min 3 s  |
| 2010 | Championnats d'Europe    | Barcelone      | 1er      | 50 km   | 3 h 40 min 37 s |
| 2011 | Championnats du monde    | Daegu          | —        | 50 km   | DQ              |
| 2012 | Jeux olympiques          | Londres        | —        | 50 km   | DQ              |
| 2013 | Coupe d'Europe de marche | Dudince        | 1er      | 50 km   | 3 h 41 min 8 s  |
| 2013 | Championnats du monde    | Moscou         | 9e       | 50 km   | 3 h 45 min 18 s |
| 2014 | Championnats d'Europe    | Zurich         | 1er      | 50 km   | 3 h 32 min 33 s |
| 2015 | Coupe d'Europe de marche | Murcie         | 3e       | 20 km   | 1 h 20 min 37 s |
| 2016 | Jeux olympiques          | Rio de Janeiro | 8e       | 50 km   | 3 h 46 min 43 s |
| 2017 | Championnats du monde    | Londres        | 1er      | 50 km   | 3 h 33 min 11 s |
| 2019 | Coupe d'Europe de marche | Alytus         | 1er      | 50 km   | 3 h 37 min 43 s |
| 2019 | Championnats du monde    | Doha           | —        | 50 km   | DNF             |
| 2021 | Jeux olympiques          | Tokyo          | —        | 50 km   | DNF             |

## Records
| Épreuve                 | Temps              | Date            | Lieu              | Note                                 |
| ----------------------- | ------------------ | --------------- | ----------------- | ------------------------------------ |
| 5 000 m marche          | 18 min 18 s 01     | 27 juin 2008    | Villeneuve-d'Ascq |                                      |
| 5 000 m marche en salle | 18 min 16 s 76     | 7 décembre 2014 | Reims             | Record de France                     |
| 10 000 m marche         | 38 min 08 s 13     | 12 juillet 2014 | Reims             |                                      |
| 10 km marche            | 38 min 46 s        | 30 mai 2009     | Cracovie          |                                      |
| 20 000 m marche         | 1 h 19 min 42 s 10 | 25 mai 2014     | Bogny-sur-Meuse   | Record de France                     |
| 20 km marche            | 1 h 17 min 02 s    | 8 mars 2015     | Arles             | Record du monde du 8 au 15 mars 2015 |
| 50 000 m marche         | 3 h 35 min 27 s    | 12 mars 2011    | Reims             | Record du monde                      |
| 50 km marche            | 3 h 32 min 33 s    | 15 août 2014    | Zurich            | Record du monde                      |

## Engagements

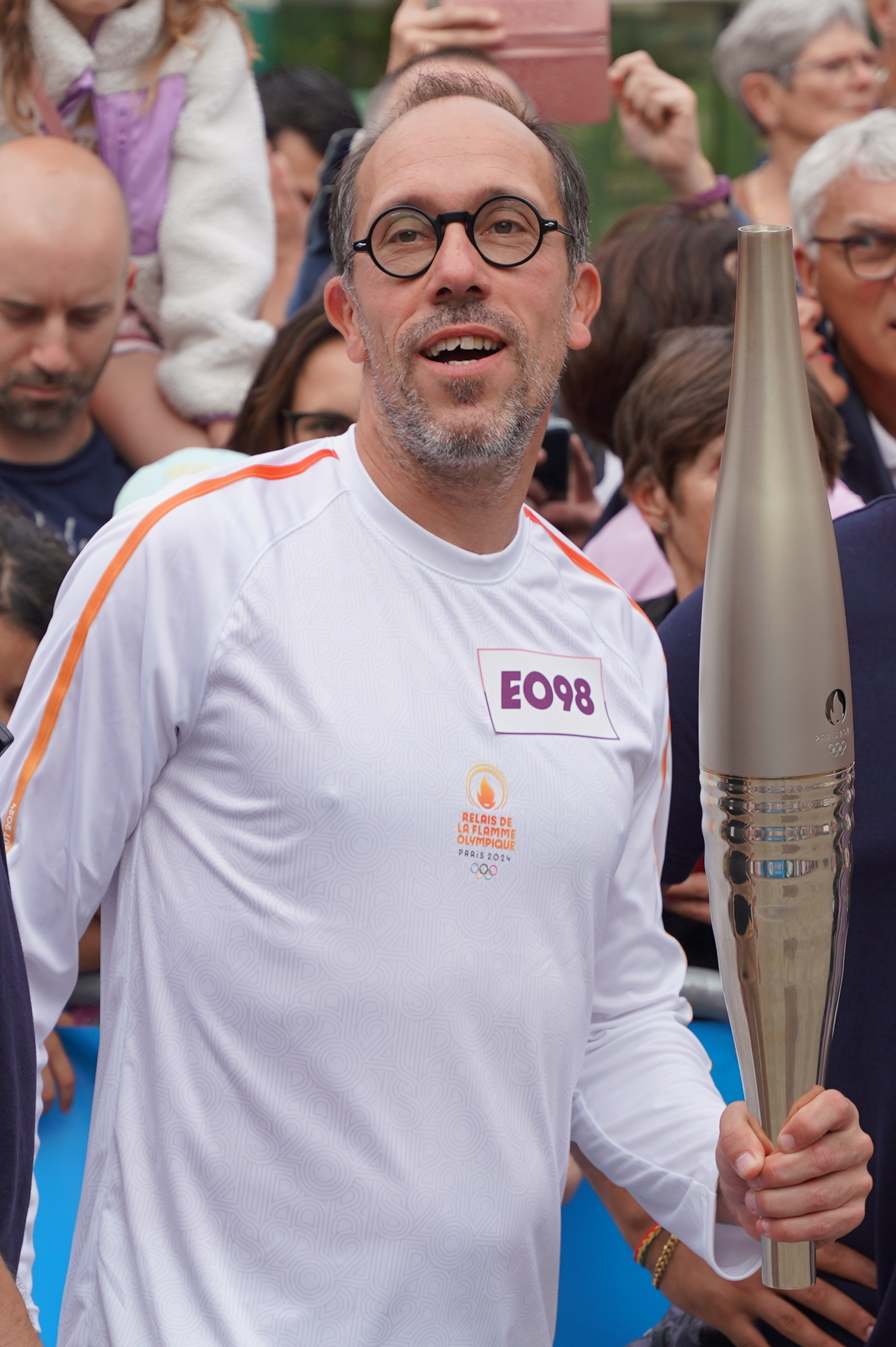
Porteur de la flamme olympique.

Yohann Diniz s'engage dès son adolescence en politique ; il adhère à 16 ans à la Ligue communiste révolutionnaire, et a beaucoup milité contre le Front national au sein de collectifs antifascistes d'extrême gauche.
Depuis son arrivée à La Poste, il s’est beaucoup impliqué auprès de ses collègues facteurs, notamment en faveur de la santé au travail, décrétée grande cause nationale par la direction du Courrier.[réf. nécessaire][Interprétation personnelle ?]
Il a reçu le Prix de la ville de Paris décerné par l'Académie des sports en 2006.[réf. nécessaire]
En juillet 2011, il intègre l'équipe de campagne de Martine Aubry pour la primaire socialiste de 2011 chargé avec Brigitte Bourguignon et Valérie Fourneyron de la thématique « Sports ».
Il est aussi le parrain de l'édition de 2016 du Cartel des Mines, événement sportif annuel de trois jours regroupant les écoles d'ingénieur des Mines de l'Europe.
Il vote Philippe Poutou à l'élection présidentielle française de 2017.